# Gran Barrera d'Hèrcules-Corona Boreal
La gran barrera d'Hèrcules-Corona Boreal és una immensa superestructura de galàxies que mesura més de 10.000 milions d'anys llum. És l'estructura més gran i més massiva coneguda de l'univers observable.
Aquesta enerme estructura fou descoberta al novembre de 2013 durant la cartografia d'un esclat de raigs gamma que succeí en l'univers distant. Els astrònoms usaren les dades de la missió Swift i del telescopi GLAST.

## Característiques
L'estructura és una filament galàctic, o un enorme grup de galàxies lligades per gravetat. Té sobre els 10.000 milions d'anys llum (3 Gpc) en la seva dimensió més llarga, i 7.200 milions d'anys llum (2.2 Gpc; 150,000 km/s en el desplaçament cap al roig espacial) en l'altra, i és l'estructura més gran coneguda de l'univers. És a un desplaçament cap al roig 1.6-2.1, corresponent a una distància aproximada de 10.000 milions d'anys llum, i està situada en el cel en la direcció de les constel·lacions Hèrcules i la Corona Boreal.

## Descobriment
Els esclats de raigs gamma són un dels esdeveniments més potents de l'univers. Són flaixos molt lluminosos de raigs gamma que mostren la mort d'estrelles massives distants en explosions cataclismàtiques. Els esclats de raigs gamma són rars; només ocorreix un cada poc temps, en una galàxia com la Via Làctia ocorre capa pocs milions d'anys. Actualment es pensa que les estrelles que causen aquests esdeveniments són estrelles lluminoses massives, per tant aquestes estrelles se solen formar en les regions amb més matèria. Per tant, els esclats de raigs gamma poden ser indicadors de galàxies candeles estàndard per localitzar rastres de dissociació de matèria en una regió d'aquest tipus.
Usant les dades observades des del 1997 fins al 2012 d'Istvan Horvath, Jon Hakkila, i Zsolt Bagoly, el cel fou dividit en 9 parts amb 31 esclats de raigs gamma cada una. En les dades d'una de les subdivisions, 14 de 31 estaven concentrades en un radi de 45° d'ampla, amb un desplaçament cap al roig d'1,6 fins a 2,1; si molts escalts succeeixen en una regió, ha de ser un dissociació de milers —o possiblement milions— de galàxies.

## Problema de l'homogeneïtat
Segons el principi cosmològic, a escales prou grans, l'univers és aproximadament homogeni, això significa que les fluctuacions en quantitats com la densitat de la matèria entre diferents regions de l'univers són petites, i que els seus components com la matèria i l'energia han d'estar isotròpicament i uniformement distribuïts a tot l'univers, de la mateixa manera que s'espera que les lleis de la física i les forces (per exemple la gravetat) estiguin igualment repartides per l'univers, sense tenir en compte la seva localització, i que, per tant, no produeix diferències mesurables en la distribució dels seus components claus en una escala prou gran. No obstant, aquestes escales diferents existeixen per explicar la mateixa escala d'homogeneïtat, i la definició apropiada depèn del context en què s'usa (per exemple, depèn de la persona que mesura l'escala d'homogeneïtat). No obstant, l'actual aplicació per explicar el problema de l'escala d'homogeneïtat fou la fi de la grandesa, una mesura a través de la qual s'explica que l'univers semblaria homogeni fins i tot a les escales més grans. L'escala acceptada actualment de la fi de la grandesa és al voltant dels 250-300 milions d'anys llum. Usant aquesta dada, Yadav seggerí que el finals de les escales podria ser de /h Mpc. Alguns científics postulen que les mides màximes de les estructures serien al voltant dels 70-130/h Mpc basades en la mesura de l'escala d'homogeneïtat. No s'espera trobar estructures més grans que l'escala, ja que, segons la distribució isotròpica i homogènia de la matèria, no s'espera que hi hagi objectes més grans que l'escala màxima esmentada. No obstant, a pesar d'això, algunes estructures descobertes escedeixen àmpliament l'escala, com per exemple:
El Clowes–Campusano LQG, descobert al 1991, és 580 Mpc d'ample, i és un mica més gran que l'escala.
La Gran Barrera Sloan, descoberta el 2003, té una longitud de 423 Mpc, i també més gran.
U1.11, un altre gran grup de quàsars descobert 2011, té 780 Mpc i és dues vegades més gran que l'escala.
El (Enormement gran grup de quàsars) Huge-LQG, descobert el 2012, té una longitud de 1,24 Gpc, i és tres vegades més gran que el límit superior de l'escala d'homogeneïtat. No obstant, l'escala dels quàsars individuals d'aquesta estructura no tenen correlació l'un amb l'altre, presentant l'evidència de la impossibilitat d'aquesta estructura.
La gran barrera d'Hèrcules-Corona Boreal, és vuit vegades més gran que l'escala, i, per tant, excedeix de lluny l'escala d'homogeneïtat. Segons això, l'estructura podria ser heterogènia comparada amb altres parts de l'univers fins i tot a l'escala de la fi de la grandesa i, per tant, posant el principi cosmològic en dubte.

## Problema de l'evolució
L'estructura també posa un problema als actuals models d'evolució de l'univers. A una distància de 10.000 milions d'anys llum significa que nosaltres veiem l'estructura com era fa 10.000 milions d'anys, dit d'una altra manera, aproximadament 3.790 milions d'anys després del big-bang. Els models actuals de l'evolució de l'univers, no obstant, no permeten que es formi tal estructura en tan sols 3.000 milions d'anys. La mateixa estructura és massa gran en ella mateixa, i massa complexa, per existir en un univers tant primigeni. Actualment no se sap com ha pogut evolucionar aquesta estructura.